# Mare de Déu de les Pinyeres
La Mare de Déu de les Pinyeres és una ermita romànica reconstruïda en època barroca situada als termes municipals del Masroig i Bellmunt del Priorat (Priorat) protegida com a bé cultural d'interès local. Tots dos municipis hi fan romeria el dia de la festivitat, el dissabte després de Dilluns de Pasqua.

## Descripció
Conjunt d'edificacions adossades, la principal de les quals la constitueix una petita església romànica, ampliada a un cos de planta rectangular de bones dimensions, reforçat per carreus als angles i contraforts al costat de migdia, i cobert per teulada a dues vessants. L'interior és d'una nau amb quatre tramades, presbiteri aixecat i cor al primer tram. D'un fris continu arrenca la volta, de mig punt amb llunetes. L'altar, segons sembla reconstruït després de la Guerra Civil, presenta elements neoclàssics i en un petit cambril visitable, la reproducció de la imatge de la Mare de Déu de les Pinyeres, l'original fou retirada per mor de robatori, i calia ser datada del segle xvii o xviii. Coronada per un petit campanar d'espadanya, l'ermita presenta la façana de gres vermell on és visible encara la porta amb arc de mig punt, dovellada.
El conjunt comprèn, a més a més, la casa de l'ermità, un atri de l'ermita, annexos amb una cisterna, etc. La paret de migdia té un rellotge de sol.

## Història
La construcció de l'edifici sembla remuntar-se a la segona meitat del segle xii o primer terç del segle xiii i fou dedicat a temple parroquial del poble de les Pinyeres. A l'abandonament d'aquest, per epidèmia segons algunes versions o per fet de guerra segons algunes altres, l'edifici fou reconstruït el segle xvii o xviii dins l'estil abarrocat tardà propi de la comarca i convertit en ermita. Disposà d'ermità fins al segle passat. El 1936 fou confiscada i venuda a diferents titulars, amb la consegüent polèmica posterior, actual encara. El 1986 s'hi feien obres de consolidació.
Hom hi celebra festa el primer dissabte després de Pasqua de Resurrecció. És interessant la llegenda referent a l'abandonament del poble citada per J. Asens. Els veins del Masroig i Bellmunt, fan romeria cada any a l'ermita.